# アービー・グリーン
アービー・グリーン（Urbie Green、1926年8月8日 - 2018年12月31日）は、アメリカ合衆国のジャズ・トロンボーン奏者。アラバマ州モービル出身。ディキシーランド・ジャズ、スイング・ジャズ、エレクトリック・ジャズ・ロックをジャンルとする。
- ジーン・クルーパ楽団在籍。
- ウディ・ハーマン楽団在籍。
- 1954年、ベニー・グッドマン楽団参加。
- 主な共演者はフランク・ウェス、アル・コーンらが挙げられる。

## ディスコグラフィ

### リーダー・アルバム
- 『アービー・グリーン・セプテット』 - Urbie Green Septet (1953年、Blue Note)
- 『アービー・グリーン・ビッグ・バンド』 - All About Urbie Green and His Big Band (1955年、ABC-Paramount)
- 『ブルース・アンド・アザー・シェイズ・オブ・グリーン』 - Blues and Other Shades of Green (1955年、ABC-Paramount)
- 『アービー・グリーン』 - Urbie East Coast Jazz/6 (1955年、Bethlehem)
- Slidin' Swing (1957年、Jazztone)
- Jimmy McHugh in Hi-Fi (1958年、RCA Victor)
- Let's Face the Music and Dance (1958年、RCA Victor)
- 『ザ・ベスト・オブ・ニュー・ブロードウェイ・ショウ・ヒッツ』 - The Best of New Broadway Show Hits (1959年、RCA Victor) ※『His Trombone and Rhythm』のタイトルもある
- The Persuasive Trombone of Urbie Green (1960年、Command)
- Cole Porter Swings Easy in Stereo (1961年、Soundcraft)
- 『トロンボーン・スペシァル』 - Urbie Green and His 6-Tet (1963年、Command)
- Twenty-One Trombones (1967年、Project 3)
- Twenty-One Trombones Vol. Two (1969年、Project 3)
- Green Power (1971年、Project 3)
- Bein' Green (1972年、Project 3)
- Old Time Modern (1973年、Vanguard)
- Urbie Green's Big Beautiful Band (1974年、Project 3)
- 『ザ・フォックス』 - The Fox (1977年、CTI)
- 『セニョール・ブルース』 - Señor Blues (1977年、CTI)
- Oleo (1978年、Pausa)
- The Message (1986年、RCA)
- Umpteen Trombones (1987年、Project 3)
- Just Friends (1996年、Live at EJ's)
- Sea Jam Blues (1997年、Chiaroscuro)
- Indigo Moods (2006年、Jazz Hour)